# Bradley Cooper (friidrottare)
Bradley Cooper, född 30 juni 1957, är en friidrottare från Bahamas. Han deltog vid olympiska sommarspelen 1984 och olympiska sommarspelen 1988.